# Sittensen
Sittensen est une municipalité allemande du land de Basse-Saxe et l'arrondissement de Rotenburg. En 2015, elle comptait 5 765 hab avec une densité de 311 habitants par kilomètre carré.